# Food.ru
Food.ru — российская медиаплатформа, посвящённая тематике еды. Экосистема проекта состоит из сайта, приложений на платформах iOS и Android и соцсетей. Запуск сайта состоялся летом 2021 года.
Аудитория в январе 2023 года, по данным независимого сервиса SimilarWeb, составила 11 млн посещений. В mediakit на сайте указано среднее количество в 12,5 млн. В категории «Еда и напитки» Food.ru на январь 2023 года занимает 6 место в российском сегменте.

## О проекте
Медиаплатформа Food.ru — познавательно-развлекательный ресурс, на котором собраны рецепты, кулинарные мастер-классы и статьи на тему еды.
Медиаплатформу Food.ru летом 2021 года запустило подразделение X5 Media продовольственного ритейлера X5 Group (сети «Пятёрочка», «Перекрёсток», «Чижик», «Красный Яр», «Слата»). Для запуска X5 Media приобрело сеть пабликов и каналов Bon Appetit, которые впоследствии были переименованы в Food.ru.
Собственная медиаплатформа с информацией о продуктах и еде стала одним из направлений взаимодействия с покупателями на этапе планирования покупок. В числе задач проекта было попадание на ранние этапы клиентского пути, когда человек только составляет список покупок для похода в магазин. Возглавляет и развивает Food.ru CEO Николай Шестаков, ex-Account Director Яндекс, основатель performance-агентства Adventum, акционер YouDo.com и CallToVisit.
На январь 2024 года в команде Food.ru 94 сотрудника из направлений продукта, разработки, дизайна, маркетинга, редакции, PR и HR. Также есть сотрудники на аутсорсе: внештатные редакторы и авторы текстов.

## Контент
По итогам 2023 года количество фото- и видеорецептов Food.ru достигло 115 000.. Более 35 тысяч рецептов на сайте — пользовательские. Кроме рецептов, на сайте есть статьи разных форматов: колонки экспертов и блогеров, тематические подборки блюд, заметки из серии «личный опыт», исследования, энциклопедия продуктов.

## Разработка и функционал
Food.ru — это технологический стартап внутри X5 Group. Все сервисы создаются с нуля на базе актуальных версий языков, библиотек и софта, а потом интегрируются с внутренними сервисами X5 Group.
Медиаплатформа обеспечивает лидогенерацию для цифровых бизнесов холдинга: из рецепта на Food.ru можно перейти в онлайн-гипермаркет или сервис экспресс-доставки и увидеть уже сформированную на базе этого рецепта корзину.
В январе 2022 года Food.ru запустил магазин, который работает как онлайн-витрина супермаркета: там можно увидеть наличие нужных позиций из рецептов, не покидая сайт, и заказать доставку.

## Исследования Food.ru
Food.ru проводит собственные исследования. Специалисты Food.ru анализировали изменения запросов пользователей на сайте.

## Кулинарные мастер-классы Food.ru
На сайте Food.ru есть раздел «Кулинарные мастер-классы» с видеоуроками от шеф-поваров и специалистов по питанию. Цель — создать комплексную систему обучения кулинарии.
Все обучающие ролики доступны бесплатно.

## Победы и награды
В 2021 году Food.ru стал победителем премии Рунета в номинации «СМИ и массовые коммуникации».
Летом 2021 года Food.ru и «Пятёрочка» получили премию на конгрессе Wine Retail Week в номинации «За лучшие винные практики». Высокой наградой эксперты отметили винную колонку, которая регулярно выходит на Food.ru со старта проекта.
В 2022 году мобильное приложение Food.ru получило первое место конкурса «Рейтинг Рунета» в номинации «СМИ и контент».
В 2024 году Food.ru получил награду «Лучший кулинарный проект — 2023» федеральной премии в области wellness-индустрии.